# لويد داير
لويد داير (بالإنجليزية: Lloyd Dyer)‏ (13 سبتمبر 1982 ببرمنغهام في المملكة المتحدة - ) هو لاعب كرة قدم بريطاني في مركز جناح. لعب مع برمنغهام سيتي وكوفنتري سيتي وكوينز بارك رينجرز وليستر سيتي وميلتون كينز دونز ونادي بيرنلي ونادي ميلوول ونادي واتفورد ووست بروميتش ألبيون ونادي كيدرمينستر هاريرز لكرة القدم.

## وصلات خارجية
- لويد داير على موقع قاعدة بيانات كرة القدم.إي يو (الإنجليزية)
- لويد داير على موقع Soccerbase.com (لاعب) (الإنجليزية)
- لويد داير على موقع Soccerway.com (الإنجليزية)
- لويد داير على موقع عالم كرة القدم.نت (الإنجليزية)
- لويد داير على موقع AS.com (الإسبانية)